# Оттер (Аляска)
Острів Оттер (з англ. острів Видри) — невеликий острів, розташований 9,7 км на південний захід від острова Сент-Поль, Аляска, в Беринговому морі. Входить до групи Прибилових островів. Його площа становить 0,6686 км2   і немає постійного населення. Найвища точка острова досягає 285 м  над рівнем моря. Острів закритий для полювання.